# Bovièras
Bovièras (en francès Bouvières) és un municipi francès situat al departament de la Droma i a la regió d'Alvèrnia-Roine-Alps. L'any 2007 tenia 153 habitants.

## Demografia

### Població
El 2007 la població de fet de Bouvières era de 153 persones. Hi havia 76 famílies de les quals 36 eren unipersonals (16 homes vivint sols i 20 dones vivint soles), 12 parelles sense fills, 16 parelles amb fills i 12 famílies monoparentals amb fills.
La població ha evolucionat segons el següent gràfic:
Habitants censats

### Habitatges
El 2007 hi havia 138 habitatges, 79 eren l'habitatge principal de la família, 49 eren segones residències i 10 estaven desocupats. 132 eren cases i 4 eren apartaments. Dels 79 habitatges principals, 54 estaven ocupats pels seus propietaris, 19 estaven llogats i ocupats pels llogaters i 5 estaven cedits a títol gratuït; 3 tenien una cambra, 5 en tenien dues, 11 en tenien tres, 16 en tenien quatre i 43 en tenien cinc o més. 44 habitatges disposaven pel capbaix d'una plaça de pàrquing. A 43 habitatges hi havia un automòbil i a 22 n'hi havia dos o més.

### Piràmide de població
La piràmide de població per edats i sexe el 2009 era:
| Homes | Edats   | Dones |
| ----- | ------- | ----- |
| 0     | 95 o +  | 0     |
| 0     | 90 a 94 | 0     |
| 4     | 85 a 89 | 0     |
| 0     | 80 a 84 | 0     |
| 8     | 75 a 79 | 12    |
| 8     | 70 a 74 | 4     |
| 0     | 65 a 69 | 4     |
| 0     | 60 a 64 | 4     |
| 4     | 55 a 59 | 0     |
| 8     | 50 a 54 | 4     |
| 4     | 45 a 49 | 4     |
| 16    | 40 a 44 | 12    |
| 4     | 35 a 39 | 8     |
| 12    | 30 a 34 | 4     |
| 0     | 25 a 29 | 0     |
| 0     | 20 a 24 | 0     |
| 8     | 15 a 19 | 4     |
| 4     | 10 a 14 | 16    |
| 4     | 5 a 9   | 4     |
| 4     | 0 a 4   | 4     |

## Economia
El 2007 la població en edat de treballar era de 93 persones, 69 eren actives i 24 eren inactives. De les 69 persones actives 61 estaven ocupades (34 homes i 27 dones) i 8 estaven aturades (4 homes i 4 dones). De les 24 persones inactives 10 estaven jubilades, 5 estaven estudiant i 9 estaven classificades com a «altres inactius».

### Ingressos
El 2009 a Bouvières hi havia 66 unitats fiscals que integraven 130,5 persones, la mediana anual d'ingressos fiscals per persona era de 11.007 €.

### Activitats econòmiques
Dels 12 establiments que hi havia el 2007, 1 era d'una empresa alimentària, 2 d'empreses de construcció, 4 d'empreses de comerç i reparació d'automòbils, 1 d'una empresa d'hostatgeria i restauració, 2 d'empreses immobiliàries i 2 d'empreses de serveis.
Dels 4 establiments de servei als particulars que hi havia el 2009, 1 era un paleta, 1 guixaire pintor, 1 agència de treball temporal i 1 restaurant.
L'únic establiment comercial que hi havia el 2009 era una carnisseria.
L'any 2000 a Bouvières hi havia 15 explotacions agrícoles que ocupaven un total de 306 hectàrees.

## Equipaments sanitaris i escolars
El 2009 hi havia una escola elemental.

## Poblacions més properes
El següent diagrama mostra les poblacions més properes.